# The REV Classic
The REV Classic was een eendaagse wielerwedstrijd in de regio Waikato, Nieuw-Zeeland op het noordereiland met start en finish in de plaats Cambridge.
Van 2006-2014 werd de koers negenmaal als nationale wedstrijd verreden en in 2015 en 2016 was de wedstrijd opgenomen op de UCI Oceania Tour-kalender in de categorie 1.2.

## Lijst van winnaars
2005 · 
2006 · 
2007 · 
2008 · 
2009 · 
2010 · 
2011 · 
2012 · 
2013 ·
2014 ·
2015 ·
2016 ·
2017 ·
2018 ·
2019 · 2020 · 2021 · 2022 · 2023 · 2024 · 2025
Belangrijkste wedstrijden

New Zealand Cycle Classic · Herald Sun Tour · Cadel Evans Great Ocean Road Race (voormalig)